# Kurd Yek
Kurd Yek (Kurd 1) war ein kurdischer Fernsehsender mit Sitz in Paris und wurde von Kendal Nezan, dem Leiter des kurdischen Instituts in Paris, gegründet.
Der Sender Kurd Yek verstand sich als erster politisch unabhängiger Sender der Kurden und sendete hauptsächlich im Kurmandschi-Dialekt. Ziel der ausschließlich kulturellen Beiträge war die Förderung der kurdischen Sprache und die Erhaltung der kurdischen Kultur. Das kurdische Institut in Paris musste zum 31. Dezember 2012 aus Geldmangel den Sendebetrieb einstellen.

## Programm
Der offizielle Sendestart am 27. April erfolgte mit der Kindersendung Keskesor.
Folgende Programme waren auf Kurd Yek zu sehen:
- Keskesor ("Regenbogen"): Kindersendung
- Dersa Kurdi ("Kurdischkurs"): Interaktive Sendung zum Erlernen der kurdischen Sprache
- Kurdisch synchronisierte Telenovelas, Dokumentar- und Kinofilme
- Wöchentliche Musiksendung mit News aus der kurdischen Musik
- Konzertausstrahlungen kurdischer Musiker
- Dîroka Me ("Unsere Geschichte"): Sendung über die Geschichte der Kurden.